# Liamere
Liamere is een muziekduo uit Ljubljana, Slovenië. De band is opgericht in 2014 door de twee leden, Kaja Skrbinšek, bekend onder haar artiestennaam Malidah, en Andi Koglot, bekend onder zijn artiestennaam 2roundrobins of Ferguson. Hun muziek is een mix van triphop, 2-step garage, future garage en ambient.
In november 2015 brachten ze hun eerste studioalbum Liamere uit. Het album kreeg weinig belangstelling, maar werd door het muziektijdschrift HRUPmag wel uitgekozen tot tiende beste muziekalbum van het jaar uit Slovenië.
In het voorjaar van 2017 meldde de nationale omroep van Slovenië in een artikel over Raiven foutief dat de band uit elkaar was gegaan. De band bracht echter in januari 2018 hun nieuwe single "Manitoba" uit en een week later hun EP Provinces.
In oktober 2023 bracht het duo het nummer Settle Down uit, waarin ze elementen van soulmuziek en moderne LoFi beats samenbrengen. In de muziekvideo verwerken ze Londense stedelijk esthetiek met AI-gegenereerde beelden.

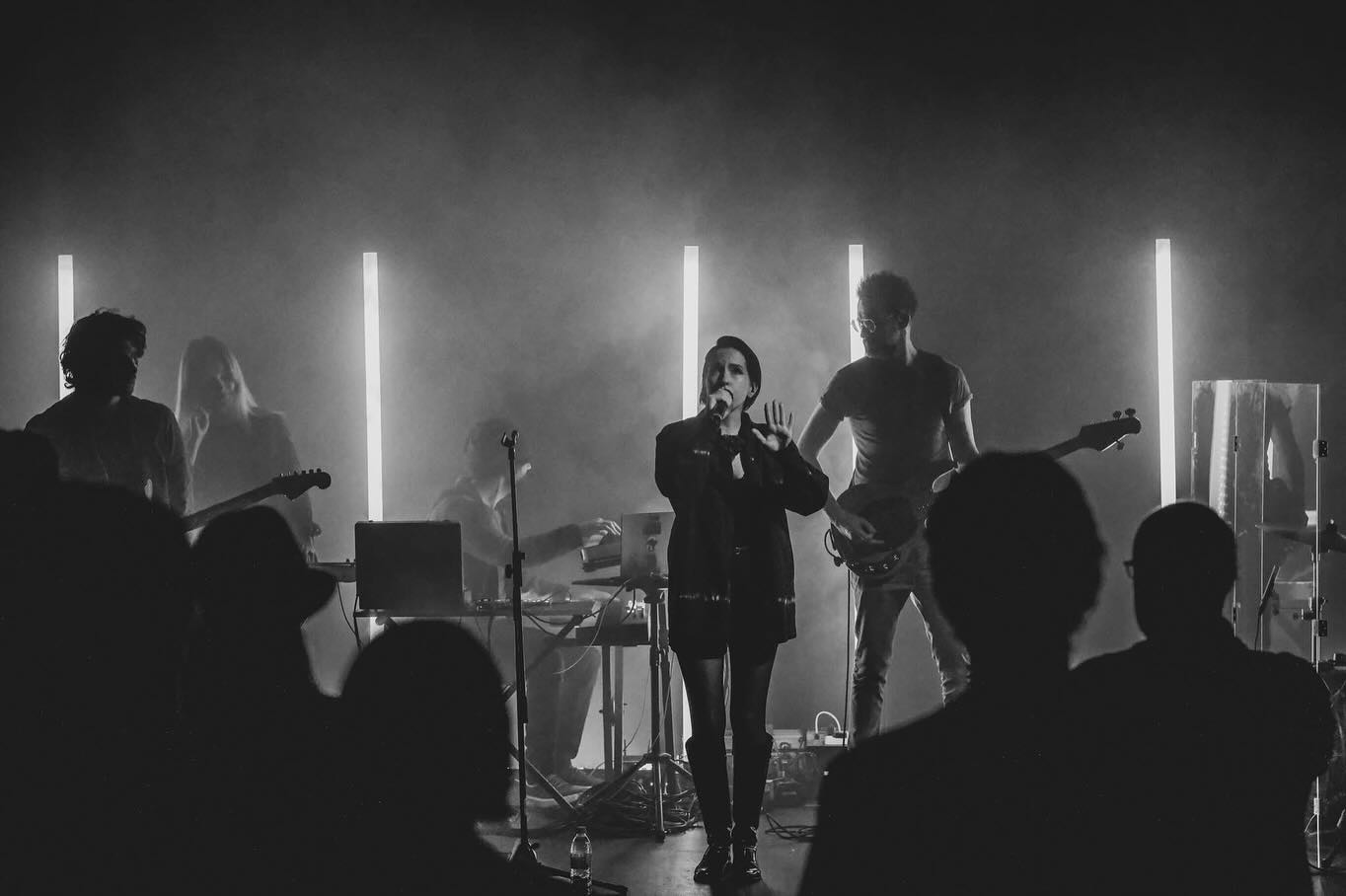
Liamere in Layerjeva Hiša, Kranj

Na de release van het nummer treedt de band op in een bredere bezetting met Klemen Tehovnik (gitaar), Anže Knez (drum) en Margarita Ulokino (piano/viool). Anej Kočevar bleef de bassist. 
In november 2024 volgde de single Prospects, waarin Primož Fleischman de altsaxofoon bespeelt. Dit nummer kondigde de release aan van hun nieuwe album Re- . Bij de release stelde de band ook hun single Memory Gazer voor, die het duo omschreef als een dreampopballade met een introspectieve tekst en ambient arrangementen. 

## Discografie

### Studioalbums
- Liamere (2015)
- Re (2025)

### EP's
- Provincies (2018)